# Saint-Jean-Lachalm

Saint-Jean-Lachalm este o comună în departamentul Haute-Loire, Franța. În 2009 avea o populație de 283 de locuitori.